# Nigel Dakin
Nigel John Dakin (Birmingham, 28 febbraio 1964) è un diplomatico britannico, attuale governatore di Turks e Caicos dal 15 luglio 2019.